# Sportåret 1924

## Händelser

### Bandy
- 17 februari - Västerås SK blir svenska mästare efter finalvinst över IF Linnéa med 4-1 på Stockholms stadion.[1][2]

### Baseboll
- 10 oktober - American League-mästarna Washington Senators vinner World Series med 4-3 i matcher över National League-mästarna New York Giants.[3]

### Cykel
- Ottavio Bottecchia, Italien vinner Tour de France
- Giuseppe Enrici, Italien vinner Giro d'Italia

### Fotboll
- 26 april - Newcastle United FC vinner FA-cupfinalen mot Aston Villa FC med 2-0 på Wembley Stadium.[4]
- 9 juni - Uruguay blir olympiska mästare i Paris genom att finalslå Schweiz med 2-1.[5]
- 3 augusti - Den första omgången i den första Allsvenskan spelas. Serievinnare blir Gais.
- 24 augusti - John "Broarn" Persson från AIK blir den förste att utvisas i Allsvenskan.
- 2 november – Uruguay vinner sydamerikanska mästerskapet i Montevideo före Argentina och Paraguay.[6]
- Okänt datum – Svenska serien:
  - AIK vinner Östra serien.
  - Örgryte IS vinner Västra serien.
  - Örgryte IS besegrar AIK i finalen av den sista upplagan av Svenska serien. Finalen spelades i ett dubbelmöte där Örgryte IS vann båda matcherna med 1–0.
- Okänt datum – Real Unión de Irún vinner Copa del Rey (spanska cupen).

#### Ligasegrare / resp lands mästare
- 14 juni 1925: Fässbergs IF blir 1924 års svenska mästare efter finalseger med 5–0 över IK Sirius. Matchen skulle ha spelats den 16 november 1924, men blir uppskjuten på grund av regn.[7]
- Okänt datum – B 1903 blir vinner danska mästare.
- Okänt datum – Huddersfield Town FC vinner engelska ligans första division.
- Okänt datum – Rangers FC vinner skotska ligan.
- Okänt datum – 1. FC Nürnberg blir tyska mästare.

### Friidrott
- Charles Mellor, USA vinner Boston Marathon.[8]
- 4 augusti - Damolympiaden 1924, Stamford Bridge, London, 8 nationer

### Ishockey
- 24 januari - IIHF utökas då Italien[9] och Rumänien inträder.[10]
- 3 februari - Kanada blir olympiska mästare i Chamonix genom att besegra USA med 6–1 i finalen.[11]
- 5 mars - IK Göta vinner svenska mästerskapet genom att besegra Djurgårdens IF med 3-0 i finalen.[12]
- 16 mars - Frankrike blir Europamästare i Milano genom att besegra Sverige med 2–1 i finalen.[13]

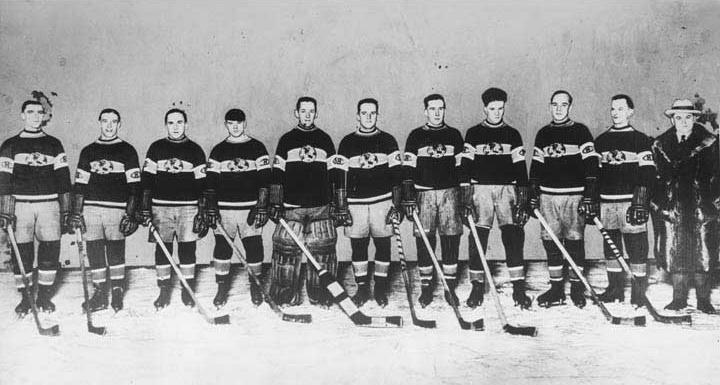
Montreal Canadiens Stanley Cup-segrare.

- 25 mars - Montreal Canadiens vinner Stanley Cup efter finalvinst över Calgary Tigers med 2-0 i matcher.
- 30 november - Anton Johanson efterträder Isaac Westergren som ordförande för Svenska Ishockeyförbundet.[14]

### Konståkning

#### VM
- Herrar: Gillis Grafström, Sverige
- Damer: Herma Szabo, Österrike
- Paråkning: Helene Engelmann & Alfred Berger, Österrike

#### EM
- Herrar: Fritz Kachler, Österrike

### Motorsport
- John Duff och Frank Clement vinner Le Mans 24-timmars med en Bentley 3 Litre.

### Skidor, nordiska grenar
- 2 mars - John Lindgren, IFK Umeå, vinner Vasaloppet.[15]

#### SM
- 30 km vinns av Ragnar Gustafsson, Säfsnäs IF. Lagtävlingen vinns av Bodens BK
- 60 km vinns av Ernst Alm, IFK Norsjö. Lagtävlingen vinns av Sälens IF
- Backhoppning vinns av Axel Herman Nilsson, Djurgårdens IF.
- Nordisk kombination vinns av John Jonsson, Djurgårdens IF.

### Schack
- Internationella schackförbundet FIDE bildas.

### Tennis

#### Herrar
- 13 september - USA vinner International Lawn Tennis Challenge genom att finalbesegra Australien med 5-0 i Philadelphia.[16]

##### Tennisens Grand Slam
- Australiska öppna - James Anderson, Australien
- Wimbledon - Jean Borotra, Frankrike
- US Open - Bill Tilden, USA

#### Damer

##### Tennisens Grand Slam
- Australiska öppna - Sylvia Lance Harper, Australien
- Wimbledon - Kathleen McKane Godfree, Storbritannien
- US Open - Helen Wills Moody, USA

## Födda
- 6 februari - Billy Wright, engelsk fotbollsspelare och -tränare.
- 11 februari - Budge Patty, amerikansk tennisspelare.
- 3 maj - Ken Tyrell, brittisk racerförare.
- 11 oktober - Mal Whitfield, amerikansk löpare, vann två OS-guld och ett brons 1948.
- 16 november - Mel Patton, amerikansk sprinter, vann två OS-guld 1948.

## Avlidna
- 30 juni – Per Kinde, svensk sportskytt, ett OS-brons.
- 22 juli – Bengt Lagercrantz, svensk sportskytt, ett OS-silver.

## Rekord

### Friidrott
- 25 maj - Marie Janderová, Tjeckoslovakien förbättrar världsrekordet i spjut, damer till 27,24 m
- 25 maj - Ville Ritola, Finland, förbättrar världsrekordet på 10 000 m till 30.35,4 min
- 27 maj – Harold Osborn, USA, förbättrar världsrekordet i höjdhopp till 2,03 m
- 19 juni
  - - Paavo Nurmi, Finland, förbättrar världsrekordet på 1 500 m till 3.52,6 min
  - - Paavo Nurmi, Finland, förbättrar världsrekordet på 5 000 m till 14.28,2 min  
 (endast en timme efter 1500 m-loppet)
- 6 juli - Ville Ritola, Finland, förbättrar världsrekordet på 10 000 m till 30.23,2 min
- 7 juli – Robert LeGendre, USA, förbättrar världsrekordet i längdhopp till 7,76 m
- 11 juli – Eric Liddell, Storbritannien, förbättrar världsrekordet på 400 m till 47,6 sek
- 12 juli
  - - Anthony Winter, Australien, förbättrar världsrekordet i tresteg till 15,52 m
  - - Storbritanniens stafettlag förbättrar världsrekordet på 4 x 100 m till 42,0 sek
  - - Nederländernas stafettlag tangerar världsrekordet på 4 x 100 m med 42,0 sek
  - - Harold Osborn, USA, förbättrar världsrekordet i tiokamp till 7 710 poäng
- 13 juli –
  - USA:s stafettlag förbättrar världsrekordet på 4 x 100 m till 41,0 sek
  - USA:s stafettlag förbättrar världsrekordet på 4 x 400 m till 3.16,0 min
- 14 juli
  - – Violette Gouraud-Morris, Frankrike, sätter världsrekord i kula damer  med 10,15 m
  - - Lucie Petit, Frankrike förbättrar världsrekordet i diskus damer till 27,70 m
- 21 juli - Lucie Petit, Frankrike förbättrar världsrekordet i diskus damer till 28,33 m
- 4 augusti
  - – Elise van Truyen, Belgien  förbättrar världsrekordet i höjdhopp damer  till 1,51 m
  - - Violette Gouraud-Morris, Frankrike, förbättrar världsrekordet i diskus damer till 30,10 m
- 31 augusti - Paavo Nurmi, Finland, förbättrar världsrekordet på 10 000 m till 30.06,2 min
- 14 september – Thomas Lieb, USA, förbättrar världsrekordet i diskus till 47,61 m
- 19 september – Lucienne Velu, Frankrike förbättrar världsrekordet i diskus damer till 30,23 m
- 12 oktober – Gunnar Lindström, Sverige, förbättrar världsrekordet i spjut till 66,62 m
- 5 november – Ralph Spearow, USA förbättrar världsrekordet i stavhopp till 4,22 m

## Evenemang
- 7 januari – Kvinnornas idrottsriksdag samlas för första gången, varvid Svenska kvinnors centralförbund för fysisk kultur bildas.
- De första olympiska vinterspelen äger rum i Chamonix i Frankrike 25 januari-5 februari
  - Norge tar flest medaljer (17) och både Norge och Finland tar flest guldmedaljer (4).
- Olympiska sommarspelen 1924 äger rum i Paris i Frankrike 4 maj-27 juli.
  - USA tar flest medaljer (99) och flest guldmedaljer (45).
- Världsmästerskapet i konståkning för herrar anordnas i Stockholm, Sverige.
- Världsmästerskapet i konståkning för damer anordnas i Oslo, Norge.
- Världsmästerskapet i konståkning i paråkning anordnas i Manchester, Storbritannien

### Fotnoter
1. ↑  Erik Jonsson (17 februari 1924). ”1920–1929”. Svenska Bandyförbundet. Arkiverad från originalet den 16 februari 2015. https://web.archive.org/web/20150216045601/http://www.svenskbandy.se/BANDYFINALEN/HISTORIK/Svenskamastare/Herrar/1920-1929/. Läst 18 mars 2020.
2. ↑  ”Västerås Sportklubbs SM-finaler i bandy”. VSK Forum. http://www.vskforum.com/vsk.nu/SM-finallag.html. Läst 21 juli 2011.
3. ↑  ”1924 World Series” (på engelska). Baseball-Reference.com. http://www.baseball-reference.com/postseason/1924_WS.shtml. Läst 16 juli 2015.
4. ↑  ”England FA Challenge Cup 1923-1924” (på engelska). RSSSF. http://www.rsssf.com/tablese/engcup1924.html. Läst 19 augusti 2012.
5. ↑  ”Games of the VIII. Olympiad” (på engelska). RSSSF. http://www.rsssf.com/tableso/ol1924f.html. Läst 11 augusti 2011.
6. ↑  ”South American Championship 1924” (på engelska). RSSSF. http://www.rsssf.com/tables/24safull.html. Läst 16 augusti 2011.
7. ↑  Jimmy Lindahl (10 mars 2000). ”Svenska mästare i fotboll 1896–1925”. Bolletinen. http://www.bolletinen.se/sfs/allsvenskan/sm1896.pdf. Läst 10 oktober 2011.
8. ↑  ”Boston Marathon”. Arkiverad från originalet den 27 april 2015. https://web.archive.org/web/20150427035419/http://www.baa.org/races/boston-marathon/boston-marathon-history/past-champions/past-mens-open-champions.aspx. Läst 9 april 2011.
9. ↑  ”Italy” (på engelska). International Ice Hockey Federation. 24 januari 1924. https://www.iihf.com/en/associations/355/italy. Läst 21 augusti 2011.
10. ↑  ”Romania” (på engelska). International Ice Hockey Federation. 24 januari 1924. https://www.iihf.com/en/associations/1361/romania. Läst 21 augusti 2011.
11. ↑  ”Jeux Olympiques de Chamonix 1924” (på franska). Hockey Archives. 3 februari 1924. https://www.hockeyarchives.info/JO1924.htm. Läst 15 augusti 2011.
12. ↑  ”Championnat de Suède 1923/24” (på franska). Hockey Archives. 5 mars 1924. https://www.hockeyarchives.info/Suede1924.htm. Läst 15 augusti 2011.
13. ↑  ”Championnats d'Europe 1924” (på franska). Hockey Archives. 16 mars 1924. https://www.hockeyarchives.info/Euro1924.htm. Läst 15 augusti 2011.
14. ↑  ”Presentation av Anders Larsson ny ordförande för Svenska Ishockeyförbundet”. Svenska Ishockeyförbundet. 17 juni 2015. https://www.swehockey.se/Nyheter/nyheterfransvenskaishockeyforbundet/2015/Juni2015/PresentationavAndersLarssonnyordforandeforSvenskaIshockeyforbundet. Läst 16 mars 2020.
15. ↑  ”Historiska segrare”. Vasaloppet. Arkiverad från originalet den 22 mars 2020. https://web.archive.org/web/20200322121012/https://www.vasaloppet.se/wp-content/uploads/sites/1/2019/09/historiska_segrare_vasaloppet_sve_2019-09-18.pdf. Läst 5 september 2011.
16. ↑  ”Davis Cup”. http://www.daviscup.com/en/results/tie/details.aspx?tieId=10000722. Läst 20 augusti 2011.